# Quanto ancora
Quanto ancora è il secondo singolo dei Tiromancino estratto dall'album L'essenziale. Il singolo è stato pubblicato il 19 novembre 2010 in contemporanea è uscito anche il video del brano diretto da Dario Albertini.

## Il brano
Il testo parla del dolore provocato da un amore finito: "Non ci saranno strade meno ripide da percorrere mi servirà il coraggio e l'ottimismo per continuare a vivere bisognerebbe forse saper perdere". A proposito del brano, il leader dei Tiromancino, Federico Zampaglione ha così commentato:"è la canzone d'amore più struggente che abbia mai scritto in vita mia, e la cosa assurda è che l'ho scritta in un momento di grande felicità sul piano degli affetti. È stata per me la conferma che le canzoni nascono come e quando vogliono".

## Video musicale
Il videoclip prodotto per Quanto ancora è stato diretto da Dario Albertini.

## Tracce
1. Quanto ancora – 2:53 (Federico Zampaglione, Domenico Zampaglione)